# Ejnar Tønsager
Ejnar Tønsager (* 12. April 1888 in Kristiania; † 15. Oktober 1967 in Oslo) war ein norwegischer Ruderer.

## Karriere
Tønsager nahm 1908 erstmals an Olympischen Spielen teil und scheiterte in London im Achter im Viertelfinale. Vier Jahre später, bei den Spielen 1912 in Stockholm, sicherte er sich im Vierer mit Steuermann die Bronzemedaille.
Sein Bruder Håkon Tønsager war 1912 ebenfalls Teil der norwegischen Mannschaft.